# Élections municipales de 2001 en Mauricie
Les élections municipales québécoises de 2001 se déroulent le 4 novembre 2001. Elles permettent d'élire les maires et les conseillers de chacune des municipalités locales du Québec, ainsi que les préfets de quelques municipalités régionales de comté.

## Mauricie

### Batiscan
| Poste/District              | Élu              | Type d'élection |
| --------------------------- | ---------------- | --------------- |
| Maire                       | Christian Fortin | Scrutin         |
| Taux de participation: 77 % |                  |                 |

### Grandes-Piles
| Poste/District              | Élu             | Type d'élection |
| --------------------------- | --------------- | --------------- |
| Maire                       | Marcel Bélanger | Scrutin         |
| Taux de participation: 75 % |                 |                 |

### Hérouxville
| Poste/District              | Élu                  | Type d'élection |
| --------------------------- | -------------------- | --------------- |
| Maire                       | Jean-Pierre Duchemin | Scrutin         |
| Taux de participation: 61 % |                      |                 |

### Lac-aux-Sables
| Poste/District              | Élu              | Type d'élection |
| --------------------------- | ---------------- | --------------- |
| Maire                       | Richard Lavallée | Scrutin         |
| Taux de participation: 65 % |                  |                 |

### Notre-Dame-de-Montauban
| Poste/District             | Élu          | Type d'élection |
| -------------------------- | ------------ | --------------- |
| Maire                      | Jules Paquin | Sans opposition |
| Taux de participation: n/a |              |                 |

### Notre-Dame-du-Mont-Carmel
| Poste/District              | Élu          | Type d'élection |
| --------------------------- | ------------ | --------------- |
| Maire                       | André Landry | Scrutin         |
| Taux de participation: 48 % |              |                 |

### Saint-Adelphe
| Poste/District             | Élu            | Type d'élection |
| -------------------------- | -------------- | --------------- |
| Maire                      | Paul Labranche | Sans opposition |
| Taux de participation: n/a |                |                 |

### Saint-Édouard-de-Maskinongé
| Poste/District             | Élu         | Type d'élection |
| -------------------------- | ----------- | --------------- |
| Maire                      | Michel Noël | Sans opposition |
| Taux de participation: n/a |             |                 |

### Saint-Élie
| Poste/District              | Élu               | Type d'élection |
| --------------------------- | ----------------- | --------------- |
| Maire                       | Agathe L.-Lampron | Scrutin         |
| Taux de participation: 59 % |                   |                 |

### Saint-Étienne-des-Grès
| Poste/District              | Élu       | Type d'élection |
| --------------------------- | --------- | --------------- |
| Maire                       | Luc Massé | Scrutin         |
| Taux de participation: 56 % |           |                 |

### Saint-Luc-de-Vincennes
| Poste/District             | Élu               | Type d'élection |
| -------------------------- | ----------------- | --------------- |
| Maire                      | Jean-Claude Milot | Sans opposition |
| Taux de participation: n/a |                   |                 |

### Saint-Narcisse
| Poste/District             | Élu                | Type d'élection |
| -------------------------- | ------------------ | --------------- |
| Maire                      | Gilles R. Cossette | Sans opposition |
| Taux de participation: n/a |                    |                 |

### Saint-Sévère
| Poste/District             | Élu          | Type d'élection |
| -------------------------- | ------------ | --------------- |
| Maire                      | Yves Gélinas | Sans opposition |
| Taux de participation: n/a |              |                 |

### Saint-Séverin
| Poste/District              | Élu            | Type d'élection |
| --------------------------- | -------------- | --------------- |
| Maire                       | Denis Mongrain | Scrutin         |
| Taux de participation: 71 % |                |                 |

### Sainte-Angèle-de-Prémont
| Poste/District             | Élu               | Type d'élection |
| -------------------------- | ----------------- | --------------- |
| Maire                      | Pierre-Paul Baril | Sans opposition |
| Taux de participation: n/a |                   |                 |

### Sainte-Geneviève-de-Batiscan
| Poste/District              | Élu         | Type d'élection |
| --------------------------- | ----------- | --------------- |
| Maire                       | André Magny | Scrutin         |
| Taux de participation: 74 % |             |                 |

### Sainte-Ursule
| Poste/District             | Élu            | Type d'élection |
| -------------------------- | -------------- | --------------- |
| Maire                      | Denis Chrétien | Sans opposition |
| Taux de participation: n/a |                |                 |

### Shawinigan
| Poste/District              | Élu         | Type d'élection |
| --------------------------- | ----------- | --------------- |
| Maire                       | Lise Landry | Scrutin         |
| Taux de participation: 59 % |             |                 |

### Trois-Rives
| Poste/District             | Élu             | Type d'élection |
| -------------------------- | --------------- | --------------- |
| Maire                      | Lucien Mongrain | Sans opposition |
| Taux de participation: n/a |                 |                 |

### Trois-Rivières
| Poste/District              | Élu           | Type d'élection |
| --------------------------- | ------------- | --------------- |
| Maire                       | Yves Lévesque | Scrutin         |
| Taux de participation: 62 % |               |                 |